# تخويش مخروطي

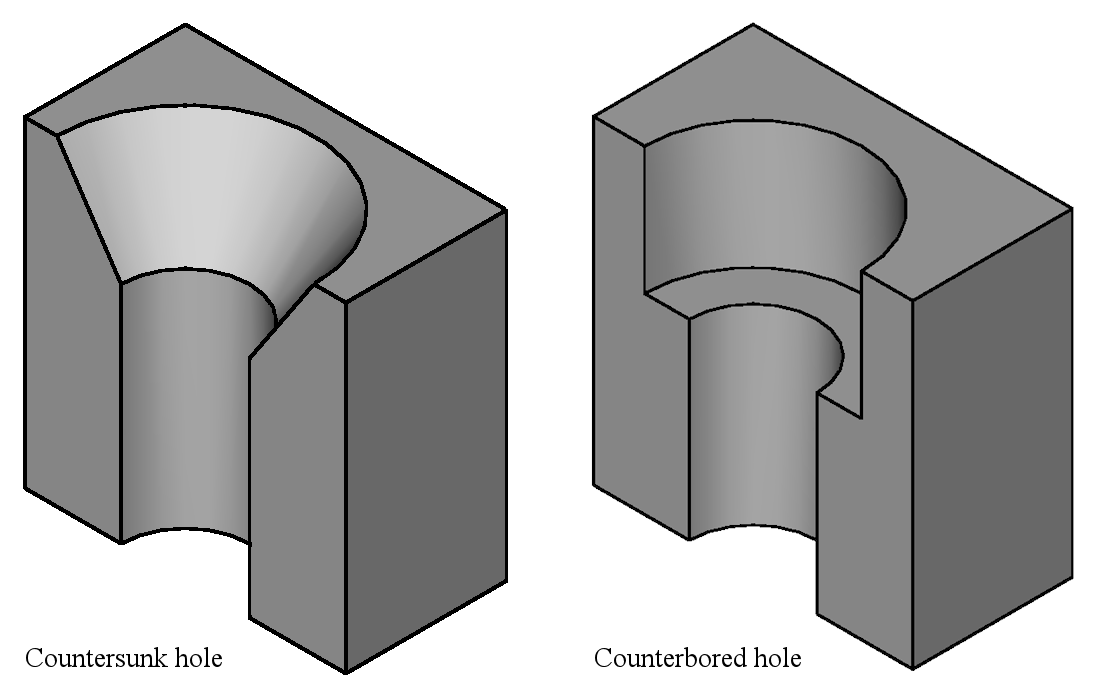
مقارنة بين حفر التخويش المخروطي والتخويش الأسطواني.

التخويش المخروطي (أو ببساطة التخويش) (بالإنجليزية: Countersink) وأداته المُخَوِّشة المخروطية أو لقمة التخويش المخروطي أو مثقب التخويش المخروطي (الرمز: ⌵) هو ثقب مخروطي مقطعة إلى كائن مصنَّع، أو القاطع المستخدم لقطع مثل هذا الثقب، وذلك عند وضعها في حفرة، للجلوس المباشر معه أو في تحت سطح المواد المحيطة بها، (على سبيل المقارنة، التخويش الأسطواني يخلق حفرة مسطحة القاع والتي يمكن استخدامها مع مقبس غطاء الرأس المسمار)، ويمكن أيضَا استخدام التخويش المخروطي لإزالة الروائش [الإنجليزية] من خلال الثقب أو اللولبة الداخلية وبالتالي تحسين إنجاز المنتج وإزالة أي حواف حادة خطرة.
ويمكن تطبيق الهندسة الأساسية للُقمة التخويش المخروطي بطبيعته على تطبيقات الغطس الموصوفة أعلاه (التغذية المحورية فقط) وكذلك لتطبيقات التفريز الأخرى (الحركة الجانبية). ولذلك تتداخل لقمات التخويش الداخلي في الشكل والوظيفة، وتسمى أحيانًا بفريزات الشطب الطرفية و التي تخصص للشطب (فريزات طرفية [الإنجليزية] ذات أطراف زَاوِيَّة). وبغض النظر عن الاسم الممنوح للُّقمة، فإن السطح الذي يُوَلَّد قد يكون شطيبةً مخروطيّةً (تطبيقات غطس) أو زاوية مشطوفة لتقاطع مستويين (تطبيقات الحركة الجانبية).

المقاطع العرضية من الثقوب من مختلف زوايا الشطب.